# Eunpyeong-gu

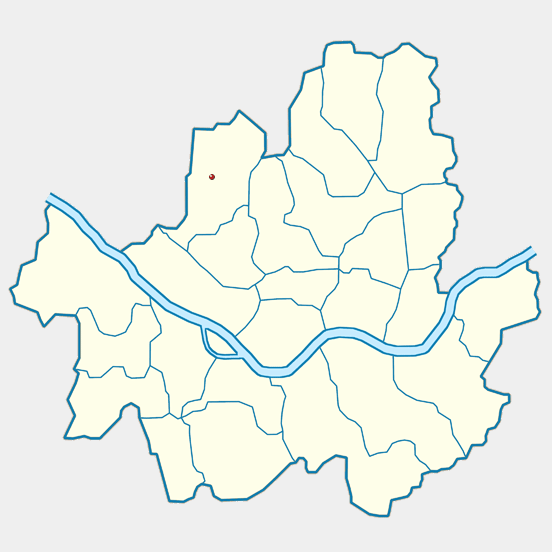
Situation dans Séoul

Eunpyeong-gu (en hangeul : 은평구 ; hanja : 恩平區) est un arrondissement (gu) de Séoul situé au nord du fleuve Han.

## Quartiers
Eunpyeong est divisé en quartiers (dong) :
- Bulgwang-dong (불광동, 佛光洞)
- Daejo-dong (대조동, 大棗洞)
- Eungam-dong (응암동, 鷹岩洞)
- Galhyeon-dong (갈현동, 葛峴洞)
- Gusan-dong (구산동, 龜山洞)
- Jeungsan-dong (증산동, 繒山洞)
- Jingwan-dong (진관동, 津寬洞)
- Nokbeon-dong (녹번동, 碌磻洞)
- Sinsa-dong (신사동, 新寺洞)
- Susaek-dong (수색동, 水色洞)
- Yeokchon-dong (역촌동, 驛村洞)